# Douglas Fowley
Douglas Fowley (El Bronx, Nueva York, 30 de mayo de 1911-Woodland Hills, California, 21 de mayo de 1998) fue un actor cinematográfico y televisivo de nacionalidad estadounidense, que participó en más de 240 películas, así como en docenas de programas televisivos. Es quizás más recordado como el frustrado director Roscoe Dexter en Cantando bajo la lluvia (1952), y por su papel regular de Doc Holliday en la serie The Life and Legend of Wyatt Earp.  Es el padre del músico y productor de rock and roll Kim Fowley.

## Biografía

### Inicios
Su verdadero nombre era Daniel Vincent Fowley, y nació en El Bronx, en la ciudad de Nueva York. Empezó a actuar mientras se encontraba en la Academia Militar St. Francis Xavier. Más adelante estudió en el Los Angeles City College.
En sus comienzos Fowley trabajando como camarero cantante, fue empleado de The New York Times para labores de reparto interno, trabajó para un agente de bolsa de Wall Street, para el United States Postal Service, siendo también vocero, vendedor, jugador de fútbol y, finalmente, actor.
Fowley fue alistado en la Armada de los Estados Unidos durante la Segunda Guerra Mundial, siendo herido cuando servía en un portaaviones en el Océano Pacífico.

### Cine
Tras actuar en nightclub y teatro, Fowley actuó en 1933 en su primer film, The Mad Game, protagonizado por Spencer Tracy. Al principio de su carrera, usualmente encarnaba a matones y gánsteres en películas de serie B, además de producciones de Charlie Chan y Stan Laurel y Oliver Hardy.
Entre los filmes de Fowley se incluyen Twenty Mule Team, Fall Guy, El gran gorila, Angels in the Outfield, Battleground, Armored Car Robbery, Chick Carter, Detective, Cuando ruge la marabunta, The High and the Mighty y Walking Tall.

### Televisión
Durante varias temporadas, Fowley tuvo un papel de reparto muy importante, el de Doc Holliday en la serie televisiva de género wéstern emitida entre 1955 y 1961 The Life and Legend of Wyatt Earp, tras haber sido Doc Fabrique en la temporada inicial del show. Este papel permitió a Fowley desplegar sus habilidades interpretativas actuando junto al protagonista de la serie, Hugh O'Brian.
En 1966-67 fue Andrew Hanks en Pistols 'n' Petticoats, una sitcom de la CBS. Además, fue Robert Redford en Detective School (1979).
En los años 1950 actuó en diferentes shows televisivos: participó en The Donald O'Connor Show; en 1954 junto a Gracie Allen en The George Burns and Gracie Allen Show; en 1956 intervino en el episodio "Two-Fisted Saint", de la serie de temática religiosa Crossroads; actuó en dos episodios de la sitcom de la NBC It's a Great Life; fue artista invitado en el drama legal de Reed Hadley emitido por la CBS The Public Defender; actuó para la ABC en la sitcomThe Pride of the Family; para la NBC trabajó en las series wéstern The Californians y Jefferson Drum; fue elegido para trabajar en dos episodios de las series de Rod Cameron City Detective y State Trooper; también actuó en una serie de John Bromfield, Sheriff of Cochise; fue artista invitado en el drama criminal protagonizado por David Janssen Richard Diamond, Private Detective, y trabajó en el episodio 4 de la 2ª temporada de la serie de Robert Culp Trackdown.
Otras de sus actuaciones televisivas fueron las siguientes: en 1959, junto a Frank Ferguson actuó en el episodio A Race for Life, correspondiente a la serie de la CBS The Texan, protagonizada por Rory Calhoun; en 1964 fue artista invitado de otra serie de la CBS, Perry Mason, encarnando a Rubin Cason en el episodio The Case of the Bountiful Beauty; fue "Sorrowful" en 1965 en el episodio 83 de la serie El virginiano; encarnó en 1966 a Rufus C. Hoops en The Search, un episodio de la serie Daniel Boone; en 1967 fue actor invitado en una serie western de la CBS, Dundee and the Culhane, con John Mills; en 1968 actuó en el episodio 273 de My Three Sons; y en la serie western Pony Express, intervino en el episodio "Showdown at Thirty Mile Ridge". 
Usualmente escogido para encarnar a malvados o a personajes problemáticos, Fowley continuó actuando hasta los años 1970, siendo uno de sus últimos papeles el de Delaney Rafferty en la película de Walt Disney The North Avenue Irregulars.

### Vida personal
Fowley se casó 7 veces. Sus esposas fueron Maria Fowley (de la que se divorció), Shelby Payne (casados en 1938-divorciados en 1943, Mary Hunter (casados en 1944 y divorciados, Vivian Chamber (casados en 1947 y divorciados), Joy Torstup (casados en 1950 y divorciados), Judy Walsh (casados en 1954-divorciados en 1955) y Jean Fowley, con la cual permaneció unido hasta la muerte de él. Tuvo un total de cinco hijos.
Douglas Fowley falleció en Woodland Hills, California, en 1998, nueve días antes de cumplir los 87 años de edad. Fue enterrado en el Cementerio de Murrieta, California.

## Filmografía (selección)

### Actor
- 1933 : The Woman Who Dared, de Millard Webb
- 1933 : The Mad Game, de Irving Cummings
- 1934 : I Hate Women, de Aubrey Scotto
- 1934 : La cena de los acusados, de W. S. Van Dyke
- 1934 : Let's Talk It Over, de Kurt Neumann
- 1934 : Operator 13, de Richard Boleslawski
- 1934 : Money Means Nothing, de Herbert Wilcox
- 1934 : The Girl from Missouri, de Jack Conway
- 1934 : Gift of Gab, de Karl Freund
- 1934 : Student Tour, de Charles Reisner
- 1935 : Night Life of the Gods, de Lowell Sherman
- 1935 : Transient Lady, de Edward Buzzell
- 1935 : Straight from the Heart, de Scott Beal
- 1935 : Princess O'Hara, de David Burton
- 1935 : Old Man Rhythm, de Edward Ludwig
- 1935 : Two for Tonight, de Frank Tuttle
- 1936 : Ring Around the Moon, de Charles Lamont
- 1936 : Big Brown Eyes, de Raoul Walsh
- 1936 : Small Town Girl, de William A. Wellman
- 1936 : Navy Born, de Nate Watt
- 1936 : La esposa anónima, de Roy Del Ruth
- 1936 : Crash Donovan
- 1936 : 36 Hours to Kill, de Eugene Forde
- 1936 : Sing, Baby, Sing, de Sidney Lanfield
- 1936 : Dimples, de William A. Seiter
- 1936 : 15 Maiden Lane, de Allan Dwan
- 1937 : Woman-Wise, de Allan Dwan
- 1937 : Time Out for Romance, de Malcolm St. Clair
- 1937 : On the Avenue, de Roy Del Ruth
- 1937 : La contraseña, de William A. Seiter
- 1937 : Fifty Roads to Town, de Norman Taurog
- 1937 : She Had to Eat, de Malcolm St. Clair
- 1937 : Wild and Woolly, de Alfred L. Werker
- 1937 : One Mile from Heaven, de Allan Dwan
- 1937 : Wake Up and Live, de Sidney Lanfield
- 1937 : Charlie Chan on Broadway, de Eugene Forde
- 1937 : Love and Hisses, de Sidney Lanfield
- 1938 : City Girl, de Alfred L. Werker
- 1938 : Walking Down Broadway, de Norman Foster
- 1938 : Mr. Moto's Gamble, de James Tinling
- 1938 : Alexander's Ragtime Band, de Henry King
- 1938 : Passport Husband, de James Tinling
- 1938 : Time Out for Murder, de H. Bruce Humberstone
- 1938 : Submarine Patrol, de John Ford
- 1939 : The Arizona Wildcat, de Herbert I. Leeds
- 1939 : Inside Story, de Ricardo Cortez
- 1939 : Dodge City, de Michael Curtiz
- 1939 : Lucky Night, de Norman Taurog
- 1939 : Boy Friend, de James Tinling
- 1939 : It Could Happen to You, de Alfred L. Werker
- 1939 : Charlie Chan at Treasure Island, de Norman Foster
- 1939 : Henry Goes Arizona, de Edwin L. Marin
- 1940 : Cafe Hostess, de Sidney Salkow
- 1940 : Slightly Honorable, de Tay Garnett
- 1940 : Twenty Mule Team, de Richard Thorpe
- 1940 : Wagons Westward, de Lew Landers
- 1940 : Pier 13, de Eugene Forde
- 1940 : The Leather Pushers, de John Rawlins
- 1940 : Cherokee Strip, de Lesley Selander
- 1940 : East of the River, de Alfred E. Green
- 1940 : Ellery Queen, Master Detective, de Kurt Neumann
- 1941 : The Great Swindle, de Lewis D. Collins
- 1941 : The Parson of Panamint, de William C. McGann
- 1941 : Tanks a Million, de Fred Guiol
- 1941 : Dangerous Lady, de Bernard B. Ray
- 1941 : Doctors Don't Tell, de Jacques Tourneur
- 1941 : Secrets of the Wasteland, de Derwin Abrahams
- 1941 : Mr. District Attorney in the Carter Case, de Bernard Vorhaus
- 1942 : Hay Foot, de Fred Guiol
- 1942 : Mr. Wise Guy, de William Nigh
- 1942 : Sunset on the Desert, de Joseph Kane
- 1942 : Mississippi Gambler, de John Rawlins
- 1942 : So's Your Aunt Emma, de Jean Yarbrough
- 1942 : I Live on Danger, de Sam White
- 1942 : For the Common Defense!, de Allan Kenward
- 1942 : Reportaje sensacional (Somewhere I'll Find You), de Wesley Ruggles
- 1942 : The Man in the Trunk, de Malcolm St. Clair
- 1942 : The Devil with Hitler, de Gordon Douglas
- 1942 : Pittsburgh, de Lewis Seiler
- 1942 : Lost Canyon, de Lesley Selander
- 1942 : Stand by for Action, de Robert Z. Leonard
- 1943 : Dr. Gillespie's Criminal Case, de Willis Goldbeck
- 1943 : Gildersleeve's Bad Day, de Gordon Douglas
- 1943 : Colt Comrades, de Lesley Selander
- 1943 : Jitterbugs, de Malcolm St. Clair
- 1943 : Sleepy Lagoon, de Joseph Santley
- 1943 : Swing Shift Maisie, de Norman Z. McLeod
- 1943 : The Kansan, de George Archainbaud
- 1943 : Bar 20, de Lesley Selander
- 1943 : The Chance of a Lifetime, de William Castle
- 1943 : Minesweeper, de William Berke
- 1943 : Riding High, de Frank Capra
- 1944 : The Racket Man, de D. Ross Lederman
- 1944 : Lady in the Death House, de Steve Sekely
- 1944 : See Here, Private Hargrove, de Wesley Ruggles
- 1944 : Rationing, de Willis Goldbeck
- 1944 : Shake Hands with Murder, de Albert Herman
- 1944 : And the Angels Sing, de George Marshall
- 1944 : The Story of Dr. Wassell, de Cecil B. DeMille
- 1944 : Detective Kitty O'Day, de William Beaudine
- 1944 : Johnny Doesn't Live Here Any More, de Joe May
- 1944 : One Body Too Many, de Frank McDonald
- 1945 : Behind City Lights, de John English
- 1945 : Along the Navajo Trail, de Frank McDonald
- 1945 : Don't Fence Me In, de John English
- 1945 : What Next, Corporal Hargrove?, de Richard Thorpe
- 1945 : Life with Blondie, de Abby Berlin
- 1946 : Drifting Along, de Derwin Abrahams
- 1946 : Blonde Alibi, de Will Jason
- 1946 : The Glass Alibi, de W. Lee Wilder
- 1946 : Rendezvous 24, de James Tinling
- 1946 : Larceny in Her Heart, de Sam Newfield
- 1946 : In Fast Company, de Del Lord
- 1946 : Freddie Steps Out, de Arthur Dreifuss
- 1946 : Chick Carter, Detective, de Derwin Abrahams
- 1946 : High School Hero, de Arthur Dreifuss
- 1946 : Her Sister's Secret, de Edgar George Ulmer
- 1946 : 'Neath Canadian Skies, de William Reeves Easton
- 1946 : North of the Border, de William Reeves Easton
- 1947 : Wild Country, de Ray Taylor
- 1947 : Scared to Death, de Christy Cabanne
- 1947 : The Sea of Grass, de Elia Kazan
- 1947 : Backlash, de Eugene Forde
- 1947 : Undercover Maisie, de Harry Beaumont
- 1947 : Fall Guy, de Reginald Le Borg
- 1947 : Yankee Fakir, de W. Lee Wilder
- 1947 : Three on a Ticket, de Sam Newfield
- 1947 : Desperate, de Anthony Mann
- 1947 : Fun on a Weekend, de Andrew L. Stone
- 1947 : The Trespasser, de Edmund Goulding
- 1947 : Jungle Flight, de Sam Newfield
- 1947 : Gas House Kids in Hollywood, de Edward L. Cahn
- 1947 : Mercaderes de ilusiones, de Jack Conway
- 1947 : Ridin' Down the Trail, de Howard Bretherton
- 1947 : Key Witness, de D. Ross Lederman
- 1947 : Merton of the Movies, de Robert Alton
- 1947 : Roses Are Red, de James Tinling
- 1947 : Rose of Santa Rosa, de Ray Nazarro
- 1948 : You Knew Susie, de Gordon Douglas
- 1948 : So You Want to Be a Gambler, de Richard L. Bare
- 1948 : Black Bart, de George Sherman
- 1948 : Docks of New Orleans, de Derwin Abrahams
- 1948 : The Dude Goes West, de Kurt Neumann
- 1948 : Waterfront at Midnight, de William Berke
- 1948 : Coroner Creek, de Ray Enright
- 1948 : Behind Locked Doors, de Budd Boetticher
- 1948 : Joe Palooka in Winner Take All, de Reginald Le Borg
- 1948 : The Denver Kid, de Philip Ford
- 1949 : Gun Smugglers, de Frank McDonald
- 1949 : Bad Men of Tombstone, de Kurt Neumann
- 1949 : Flaxy Martin, de Richard L. Bare
- 1949 : Take Me Out to the Ball Game, de Busby Berkeley
- 1949 : Manhattan Angel, de Arthur Dreifuss
- 1949 : Search for Danger, de Jack Bernhard
- 1949 : Susanna Pass, de William Witney
- 1949 : Arkansas Swing, de Ray Nazarro
- 1949 : The Doolins of Oklahoma
- 1949 : Arson, Inc., de William Berke
- 1949 : Massacre River, de John Rawlins
- 1949 : Any Number Can Play, de Mervyn LeRoy
- 1949 : Clunked in the Clink, de Jules White
- 1949 : El gran gorila, de Ernest B. Schoedsack
- 1949 : Joe Palooka in the Counterpunch, de Reginald Le Borg
- 1949 : Satan's Cradle, de Ford Beebe
- 1949 : Battleground, de William A. Wellman
- 1949 : Renegades of the Sage, de Ray Nazarro
- 1950 : Killer Shark, de Budd Boetticher
- 1950 : Beware of Blondie, de Edward Bernds
- 1950 : So You Think You're Not Guilty, de Richard L. Bare
- 1950 : Hoedown, de Ray Nazarro
- 1950 : Rider from Tucson, de Lesley Selander
- 1950 : Armored Car Robbery, de Richard Fleischer
- 1950 : Edge of Doom, de Mark Robson
- 1950 : Bunco Squad, de Herbert Leeds
- 1950 : Rio Grande Patrol, de Lesley Selander
- 1950 : He's a Cockeyed Wonder, de Peter Godfrey
- 1950 : Mrs. O'Malley and Mr. Malone
- 1950 : Stage to Tucson, de Ralph Murphy
- 1951 : Tarzans Peril, de Byron Haskin
- 1951 : Criminal Lawyer, de Seymour Friedman
- 1951 : Chain of Circumstance, de Will Jason
- 1951 : Across the Wide Missouri, de William A. Wellman
- 1951 : South of Caliente, de William Witney
- 1951 : Angels in the Outfield, de Clarence Brown
- 1951 : Callaway Went Thataway, de Melvin Frank y Norman Panama
- 1952 : Finders Keepers, de Frederick De Cordova
- 1952 : Room for One More, de Norman Taurog
- 1952 : This Woman Is Dangerous, de Felix E. Feist
- 1952 : Just This Once, de Don Weis
- 1952 : Cantando bajo la lluvia, de Stanley Donen y Gene Kelly
- 1952 : Horizons West, de Budd Boetticher
- 1953 : The Man Behind the Gun, de Felix E. Feist
- 1953 : Kansas Pacific, de Ray Nazarro
- 1953 : A Slight Case of Larceny, de Don Weis
- 1953 : Cruisin' Down the River, de Richard Quine
- 1953 : The Band Wagon, de Vincente Minnelli
- 1953 : Cat-Women of the Moon, de Arthur Hilton
- 1953 : Red River Shore, de Harry Keller
- 1954 : Cuando ruge la marabunta, de Byron Haskin
- 1954 : Untamed Heiress, de Charles Lamont
- 1954 : Casanova's Big Night, de Norman Z. McLeod
- 1954 : The Lone Gun, de Ray Nazarro
- 1954 : The High and the Mighty, de William A. Wellman
- 1954 : Deep in My Heart, de Stanley Donen
- 1954 : El rey del circo, de Joseph Pevney
- 1955 : The Lonesome Trail, de Richard Bartlett
- 1955 : The Girl Rush, de Robert Pirosh
- 1955 : Texas Lady, de Tim Whelan
- 1956 : The Broken Star, de Lesley Selander
- 1956 : Bandido, de Richard Fleischer
- 1956 : Man from Del Rio, de Harry Horner
- 1956 : Rock, Pret Baby, de Richard Bartlett
- 1957 : Kelly and Me, de Robert Z. Leonard
- 1957 : The Badge of Marshal Brennan, de Albert C. Gannaway
- 1957 : Bayou, de Harold Daniels
- 1957 : Raiders of Old California, de Albert C. Gannaway
- 1958 : A Gift for Heidi, de George Templeton
- 1958 : The Geisha Boy, de Frank Tashlin
- 1959 : These Thousand Hills, de Richard Fleischer
- 1960 : Desire in the Dust, de William F. Claxton
- 1961 : Buffalo Gun, de Albert C. Gannaway
- 1962 : Barrabás, de Richard Fleischer
- 1963 : Miracle of the White Stallions, de Arthur Hiller
- 1963 : Who's Been Sleeping in My Bed?, de Daniel Mann
- 1964 : Guns of Diablo (telefilm)
- 1964 : 7 Faces of Dr. Lao, de George Pal
- 1965 : Nightmare in the Sun, de John Derek y Marc Lawrence
- 1969 : The Good Guys and the Bad Guys, de Burt Kennedy
- 1972 : Run, Cougar, Run
- 1973 : Walking Tall, de Phil Karlson
- 1973 : The Streets of San Francisco (serie TV), episodio The Albatross
- 1974 : Homebodies, de Larry Yust
- 1976 : The Oregon Trail (telefilm)
- 1976 : Sucedió entre las 12 y las 3, de Frank D. Gilroy
- 1976 : Arthur Hailey's the Moneychangers (serie TV)
- 1977 : Black Oak Conspiracy, de Bob Kelljan
- 1977 : El desafío del búfalo blanco, de J. Lee Thompson
- 1977 : Invierno de ilusiones (telefilm)
- 1979 : The North Avenue Irregulars, de Bruce Bilson
- 1979 : Detective School (serie TV)
- 1994 : Wyatt Earp: Return to Tombstone (telefilm), de Paul Landres y Frank McDonald

### Director
- 1960 : Macumba Love

### Productor
- 1960 : Macumba Love